# 孫紹宗
孫紹宗（?—?），直隸省保定府蠡縣人，清朝政治人物、進士出身。
光緒二十一年（1895年），参加光緒乙未科殿試，登進士二甲79名。同年五月，以主事分部学习。